# Ignacio Ibáñez del Castrillo
Ignacio Ibáñez del Castrillo fue un militar español de fines del siglo XVII que habitó y desempeñó diversos argos administrativos en la Gobernación del Tucumán.

## Biografía
Fue hijo del maestre de campo Alonso Ibáñez del Castrillo y de Isabel Gómez Butrón. Estaba casado con María Ledesma Valderrama. Fue también maestre de campo, capitán y alcalde de 1.º voto entre 1678 y 1685.
En 1690, los mocovíes atacaron la ciudad de San Miguel de Tucumán en su nuevo sitio y asesinaron a 50 españoles. Como consecuencia de esa tragedia, Ibáñez del Castrillo envió a varios jefes militares, entre ellos los capitanes de corazas caballos y de infantería Martín Díaz de Orellana, Alonso Ibáñez del Castrillo, Pedro de Lescano y Francisco Nuño Roldán. Todos ellos se encontraban apostados en el fuerte de Inquiliguala, con el objetivo de entrar en el Chaco y darle escarmiento a los mocovíes por aquel ataque.